# Заяц-толай
За́яц-тола́й (лат. Lepus tolai) — млекопитающее рода зайцев отряда зайцеобразных. Иногда как подвид включается в состав капского зайца (Lepus capensis).

## Внешний вид

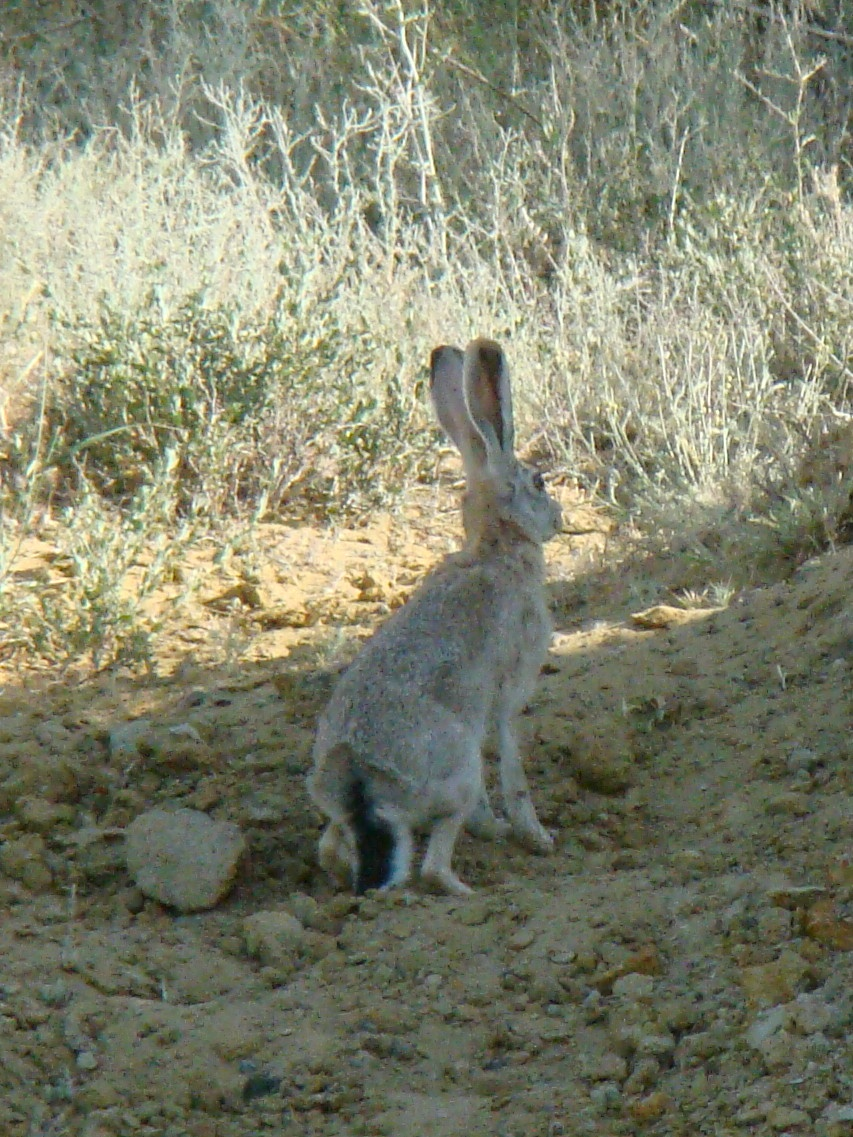

Некрупный заяц, по внешнему виду напоминающий мелкого русака: длина тела 39—55 см, масса 1,5—2,8 кг. Уши и ноги длинные, по относительным размерам даже длиннее, чем у русака. Длина клиновидного хвоста 7,5—11,6 см, длина уха 8,3—11,9 см. Ступни задних лап довольно узкие, к передвижению по глубокому снегу этот заяц не приспособлен. Окраска меха, в целом, напоминает окраску светлого русака, но мех не имеет характерной волнистости. Летний мех серый с буроватым или охристым налётом; чередование тёмных и светлых остевых волос создаёт выраженную мелкую штриховку. Голова тёмная, горло и живот белые; хвост сверху тёмный, с кистью жёстких белых волос на конце. У ушей тёмные кончики. Зимний мех немногим светлее летнего, с выраженными пестринами (но, как и у русака, никогда не бывает белоснежным). Линяет толай весной и осенью. Весенняя линька начинается в феврале-марте и продолжается до мая-июня; осенняя в разных частях ареала длится с сентября по декабрь. Из-за значительного разброса местообитаний сроки линьки могут быть сильно растянуты. В кариотипе 48 хромосом.

## Распространение
Обитает в пустынях, полупустынях и горах Средней Азии (Узбекистан, Таджикистан, Киргизия, Туркменистан), Казахстана, Южной Сибири и Забайкалья, Монголии и Северо-Восточного Китая. Северная граница ареала проходит примерно по 48° с. ш. На территории России ареал состоит из нескольких изолированных участков в сухих степях и горах Южной Сибири от Алтая, Чуйской степи, юга Бурятии и Читинской области до бассейна верхнего Амура. Кроме того, изредка встречается в северо-восточном Прикаспии, но достоверных находок на юге Астраханской области пока нет.

## Места обитания
Наиболее типичные места обитания — пустыни и полупустыни. Селится как на равнинах, так и в горах, где поднимается до 3000 м над ур. м. (центральный Тянь-Шань, Памир). Предпочитает защищённые места с кустарниковой и высокой травянистой растительностью, в том числе бугристые пески с зарослями саксаула, песчаной акации и тамариска, межбугровые балки, долины рек и озёр, тугайные леса. Встречается на орошаемых землях. В горах держится в долинах рек и озёр, в нагорных степях, по опушкам лесов. В горно-лесном поясе наиболее благоприятные для него условия — в арчевых и орехово-плодовых лесах. Тяготеет к водоёмам, хотя длительное время может обходиться без воды. Также обитает в глинистой пустыне, на солончаках и бесплодных такырах редок. На территории России заяц-толай водится в сухих степях, поросших кустарниками (карагана, чий), с выходами скал или россыпями камней. Очень характерен для долин рек и озёрных котловин, где держится по окраинам кустарниковых зарослей. Местами населяет опушки сухих лиственничных лесов. На Алтае и в Саянах поднимается в горах до гольцового пояса, где также держится вблизи валунных осыпей.

## Образ жизни
Толай ведёт оседлый образ жизни, совершая лишь короткие кочёвки, связанные с поиском корма, размножением, прессом хищников или неблагоприятными погодными условиями. Например, снежными зимами он перебирается в места с неглубоким снежным покровом, поближе к населённым пунктам. После установления глубокого снежного покрова в горах толаи перебираются вниз по склонам или совершают ежедневные откочевки в долины, где кормятся на свободных от снега местах. В благоприятных условиях толай постоянно обитает на одном и том же участке, в пределах которого имеет несколько лёжек и кормовые (жировочные) участки. Площадь индивидуального участка около 2 га. Одиночен; временные группы до 30 особей образует только во время гона и иногда в зимний период в удобных местообитаниях. Активен преимущественно в сумерках и ночью, но в периоды гона и расселения молодых также и в светлое время суток. Иногда может кормиться днём в пасмурную погоду, особенно в высокогорных районах, где его реже беспокоят. Лёжки устраивает в ямках глубиной 5-15 см (реже до 60), вырытых под прикрытием кустов и камней; они похожи на лёжки русака, но немного меньше по размерам. Иногда отдыхает в заброшенных норах сурков, сусликов, лисиц, черепах. Молодые зверьки часто прячутся в норах грызунов. Сам толай нор, как правило, не роет, исключения встречаются в песчаных пустынях, где он выкапывает неглубокие норы около 50 см длиной. Места кормежки иногда находятся на значительном расстоянии от лёжек, и, идя на жировку, зайцы порой натаптывают хорошо заметные тропы. Возвращаясь на лёжку, толай, подобно всем зайцам, запутывает следы.

### Питание
Основными кормами ему служат зелёные части растений, а также корни и луковицы. Весной питается корнями и клубнями травянистых растений и молодой травой; в пустынях — сочными вегетативными частями эфемеров. Летом кормится разнообразными травянистыми растениями, предпочитая злаки и осоку, реже поедает полынь. В конце лета и осенью заметную роль в питании начинают играть семена; ест на полях кукурузу, ячмень и пшеницу. К зиме переходит на молодые побеги и кору различных деревьев и кустарников. Особенно охотно поедает тамариск, чингиль, чьи ветки при высокой численности толаев бывают сплошь объедены на больших площадях. Менее охотно поедает ветки саксаула и песчаной акации. В местах, где снежный покров невысок, толай продолжает питаться травянистыми растениями, выкапывая их из-под снега.

## Размножение
Гон протекает в разных частях ареала в разное время: в пустынях, долинах и предгорьях — в январе-феврале и продолжается до июля, в горных и высокогорных районах — с марта по август. Во время гона за самкой бегают 3-5 самцов, между которыми бывают драки, часто сопровождаемые пронзительным криком. На территории России, на севере ареала, толай размножаются 1-2 раза в год. Первый гон здесь проходит в конце февраля — марте. Зайчата рождаются через 45-50 дней, в апреле — начале мая, после чего сразу начинается второй гон. В Средней Азии количество помётов доходит до 4 в год, и размножение заканчивается в сентябре. Количество зайчат в помете 1—9, на территории России обычно 4—6; как и у других зайцев, величина выводка зависит от погодных условий, местообитания, возраста самки и т. д. При первом окоте чаще бывает 1—2 зайчонка, при втором и третьем — 3—5. Зайчата рождаются в ямке или в неглубокой норе; часто под выводковую нору самки занимают норы сурков. Новорождённые (весом 85—110 г) зрячие, покрыты густой шерстью с тёмной полосой на спине. Рост и развитие детёнышей толая сходно с развитием детёнышей зайцев-русаков. Половозрелыми зайчата толая становятся на следующий год, в возрасте 6—8 месяцев.

## Подвиды
Заяц-толай (Lepus tolai) образует 8 подвидов:
- L. t. tolai
- L. t. aurigineus
- L. t. buchariensis
- L. t. cheybani
- L. t. cinnamomeus
- L. t. filchneri
- L. t. lehmanni — Песчаник[4]
- L. t. swinhoei

## Численность и значение для человека
Численность толая по годам очень неустойчива, подвержена резким колебаниям. Основная естественная причина периодических вымираний толая — климатические условия, а также эпизоотии. Особенно для него опасны снежные зимы и затяжные холодные весны, во время которых гибнут ранние выводки. Паразитические черви поражают толая реже, чем русака и особенно беляка. Является одним из основных носителей возбудителя туляремии, а в природных очагах чумы — чумного микроба. Хозяйственная деятельность человека сильно влияет на численность и жизнедеятельность этого зайца, поскольку разрушает или ухудшает естественные места его обитания.
Толай является охотничье-промысловым видом. Раньше его добывали не только ради мяса, но и ради меха, который в основном использовали в фетровой промышленности. В ряде мест вредит посевам хлебных злаков и бахчевым культурам, пескоукрепительным посадкам. В Забайкалье находится под охраной.